# International Road Racing Championship
De International Road Racing Championship (afgekort tot IRRC) is een Europese motorsportkampioenschap.
Voordat de IRRC werd opgericht werd het kampioenschap de 3 Nations Cup genoemd. Deze was in 2003 opgericht door de motorclubs HAMOVE in de Nederlandse plaats Hengelo, KV Ostend Motorsport in de Belgische plaats Oostende en MSC Frohburger Dreieck uit de Duitse plaats Frohburg. De opzet was elk jaar twee wedstrijden op het stratencircuit van de drie motorclubs, waarbij 10 Nederlanders, 10 Belgen en 10 Duitsers aan meededen.
In 2010 is de opzet van het kampioenschap aangepast waarbij meer circuits en deelnemers zijn toegevoegd. Vanaf dat moment werd de wedstrijd de International Road Racing Championship genoemd.

## Circuits
Circuits die het kampioenschap aandoet zijn stratencircuits. De volgende circuits maken deel uit van het kampioenschap:
| Circuit               | Plaats           | Land      |
| --------------------- | ---------------- | --------- |
| Varsselring           | Varssel, Hengelo | Nederland |
| Circuit Imatra        | Imatra           | Finland   |
| Circuit de Chimay     | Chimay           | België    |
| Schleizer Dreieck     | Schleiz          | Duitsland |
| Stratencircuit Horice | Hořice           | Tsjechië  |
| Frohburger Dreieck    | Frohburg         | Duitsland |

Circuits waar vroeger ook IRRC-races zijn gehouden zijn:
| Circuit                 | Plaats   | Land      |
| ----------------------- | -------- | --------- |
| Circuit Paalgraven      | Oss      | Nederland |
| Stratencircuit Oostende | Oostende | België    |
| Stratencircuit Těrlicko | Těrlicko | Tsjechië  |